# Rongères
Rongères település Franciaországban, Allier megyében. Lakosainak száma 552 fő (2022. január 1.). Rongères Boucé, Créchy, Langy, Montoldre és Varennes-sur-Allier községekkel határos.

## Népesség
A település népessége az elmúlt években az alábbi módon változott:
| Lakosok száma | 444  | 509  | 570  | 537  | 587  | 570  | 565  | 550  | 543  | 552  |
|               | 1968 | 1982 | 1990 | 2006 | 2013 | 2015 | 2017 | 2019 | 2020 | 2022 |